# ГАЗ-61
„ГАЗ-61“ е руски съветски лек автомобил, произвеждан от завода „ГАЗ“, гр. Нижни Новгород, Русия.
Представянето му е през 1938 година, но производството стартира по-късно, към 1940 година.
„ГАЗ-61“ е използван за основа при конструирането на „ГАЗ-64“, като реконструкцията е направена в много кратък период.